# Championnats du monde de slalom (canoë-kayak) 2005
Navigation
Championnats du monde de slalom 2003 Championnats du monde de slalom 2006
Les 29e championnats du monde de slalom en canoë-kayak de 2005 se sont tenus à Sydney (Australie) du 30 septembre au 3 octobre 2005, sous l'égide de la Fédération internationale de canoë.

## Podiums

### Femmes

#### Kayak
| Épreuve        | Or                                                            | Points | Argent                                                   | Points | Bronze                                                        | Points |
| K-1            | Elena Kaliská                                                 |        | Mandy Planert                                            |        | Peggy Dickens                                                 |        |
| K-1 par équipe | Tchéquie Irena Pavelková Marcela Sadilová Stepánka Hilgertová |        | Royaume-Uni Heather Corrie Kimberly Walsh Laura Blakeman |        | Autriche Julia Schmid Corinna Kuhnle Violetta Oblinger Peters |        |

### Hommes

#### Canoë
| Epreuve        | Or                                                     | Points | Argent                                                    | Points | Bronze                                                    | Points |
| C-1            | Robin Bell                                             |        | Tony Estanguet                                            |        | Michal Martikán                                           |        |
| C-1 par équipe | France Olivier Lalliet Pierre Labarelle Tony Estanguet |        | Allemagne Nico Bettge Stefan Pfannmöller Jan Benzien      |        | Tchéquie Tomás Indruch Jan Masek Stanislav Jezek          |        |
| C-2            | Allemagne Christian Bahmann Michael Senft              |        | Slovaquie Milan Kuban Marian Olejnik                      |        | Allemagne Markus Becker Stefan Henze                      |        |
| C-2 par équipe | Allemagne Bahmann / Senft Simon / Simon Becker / Henze |        | Tchéquie Pospisil / Pollert Jiras / Mader Volf / Stepanec |        | France Alonso / Lamy Quemarais / Le Pennec Braud / Forgit |        |

#### Kayak
| Epreuve        | Or                                                   | Points | Argent                                                       | Points | Bronze                                           | Points |
| K-1            | Fabien Dörfer                                        |        | Fabien Lefèvre                                               |        | Peter Cibák                                      |        |
| K-1 par équipe | France Julien Billaut Fabien Lefèvre Benoît Peschier |        | Italie Pierpaolo Ferrazzi Matteo Pontarollo Daniele Molmenti |        | Slovénie Andrej Nolimal Dejan Kralj Peter Kauzer |        |

## Tableau des médailles
| Rang  | Nation      | Or | Argent | Bronze | Total |
| ----- | ----------- | -- | ------ | ------ | ----- |
| 1     | Allemagne   | 3  | 2      | 1      | 6     |
| 2     | France      | 2  | 2      | 2      | 6     |
| 3     | Slovaquie   | 1  | 1      | 2      | 4     |
| 4     | Tchéquie    | 1  | 1      | 1      | 3     |
| 5     | Australie   | 1  | 0      | 0      | 1     |
| 6     | Italie      | 0  | 1      | 0      | 1     |
| 7     | Royaume-Uni | 0  | 1      | 0      | 1     |
| 8     | Autriche    | 0  | 0      | 1      | 1     |
| 9     | Slovénie    | 0  | 0      | 1      | 1     |
| Total | Total       | 8  | 8      | 8      | 24    |